# Ivan Alekseïevitch Moussine-Pouchkine
Ivan Alekseïevitch, comte Moussine-Pouchkine (11 novembre 1783 - 24 juin 1836, Vienne), est un général russe.

## Biographie
Fils d'Alexeï Moussine-Pouchkine et d'Ekaterina Alekseïevna Volkonskaïa (it), il reçoit une formation sous la supervision d'un émigrant jésuite français. Après avoir été diplômé en 1799, il est admis dans le Régiment Préobrajensky avec le grade de lieutenant.
Le 6 mai 1814, il est nommé général de la 2e armée. En mai 1815, il est promu major-général et nommé commandant de la 2e Brigade, 14e Division d'infanterie, puis, jusqu'en 1826, était sous la tête de la troisième division d'infanterie.
Le 28 janvier 1828, il est nommé au poste de chambellan.

## Sources
- (ru) Cet article est partiellement ou en totalité issu de l’article de Wikipédia en russe intitulé « Мусин-Пушкин, Иван Алексеевич (1783) » (voir la liste des auteurs).